# Psittacanthus biternatus
Psittacanthus biternatus é uma espécie de visco da família Loranthaceae, que é nativa do Brasil, Venezuela, e Colômbia.

## Taxonomia
Psittacanthus biternatus foi primeiramente descrita por Johann Centurius Hoffmannsegg em 1829 como Loranthus biternatus, e em 1834, George Don a transferiu para o género Psittacanthus recentemente descrito.